# 인천광역시경찰청

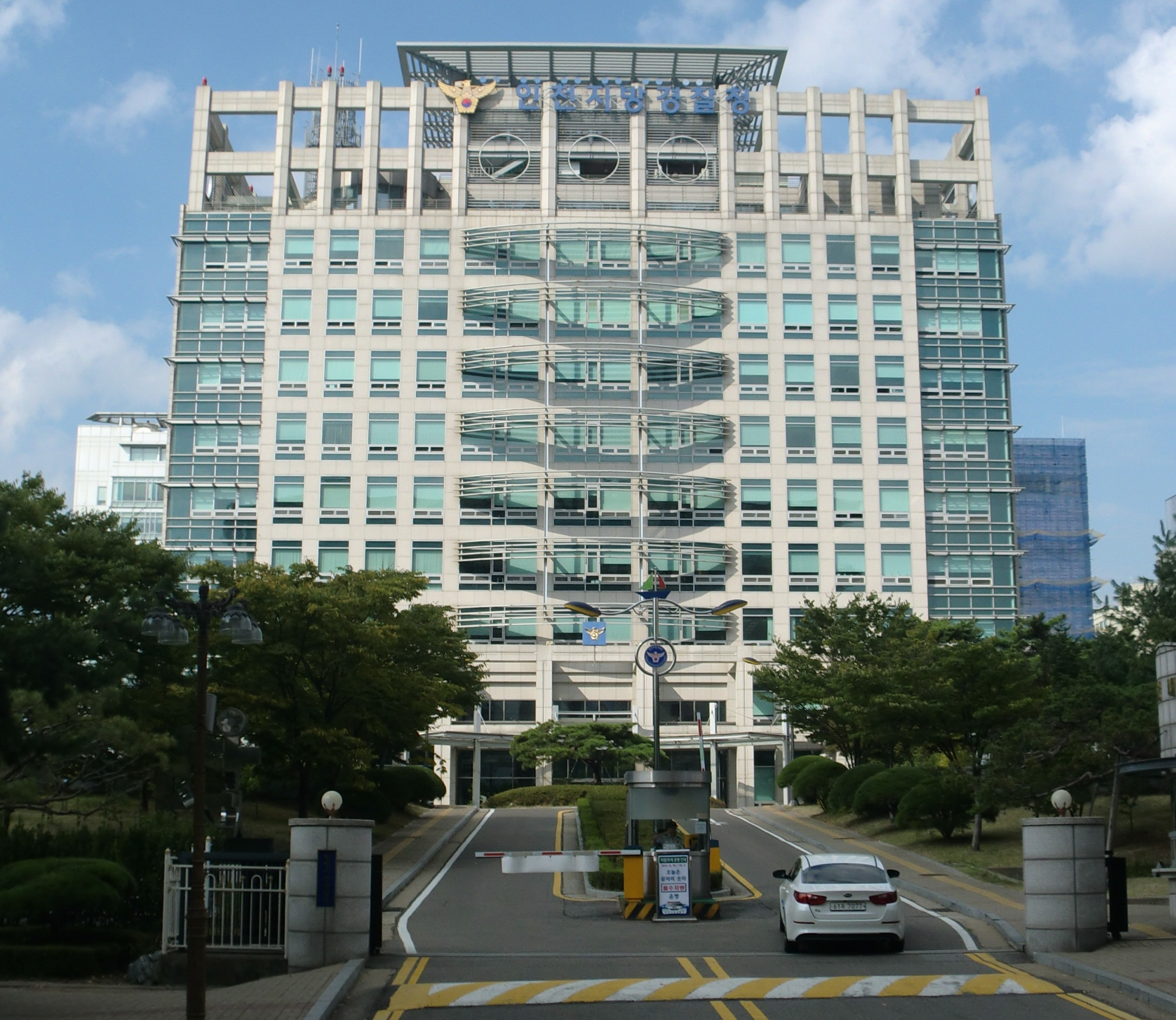
인천경찰청 청사

인천광역시경찰청(仁川廣域市警察廳, 영어: Incheon Metropolitan Police Agency)은 인천광역시의 치안에 관한 사무를 관장하는 기관이다. 청장은 치안정감으로 보한다. 산하에 10개 경찰서를 두고 있다. 약칭은 인천경찰청이다.

## 연혁
- 1987년 2월 27일: 인천직할시 경찰국개국[4], 기존의 인천시 중구 소재 경기도 경찰국 청사와 일부 인원 승계
- 1991년 8월 1일: 인천직할시지방경찰청개청
- 1995년 1월 1일: 인천광역시지방경찰청으로 명칭 변경
- 2002년 :남동구 구월동 신청사 이전
- 2018년 7월 1일: 경찰청과 그 소속기관 직제 시행규칙 개정과 인천광역시 남구 명칭 변경에 관한 법률에 의거 인천광역시 남구가 미추홀구로 변경되어, 소속 인천남부경찰서가 인천미추홀경찰서로 명칭 변경
- 2021년 1월 1일: 자치경찰제 도입에 따라 인천광역시경찰청으로 변경

## 조직
청장
- 홍보담당관
  - 홍보계
- 청문감사담당관
  - 감찰계
  - 감사윤리계
  - 민원실

| - 경무과 - 경무계 - 기획예산계 - 인사계 - 교육계 - 경리계 - 청사관리계 - 정보화장비과 - 정보화장비기획계 - 정보통신운영계 - 장비관리계 - 경비교통과 - 경비경호계 - 대테러계 - 의무경찰계 - 항공대 - 교통계 - 교통안전계 - 교통조사계 - 고속도로순찰대 |

| - 112종합상황실 - 생활안전과 - 생활안전계 - 생활질서계 - 지하철경찰대 - 여성청소년과 - 여성보호계 - 아동청소년계 - 수사과 - 수사1·2계 - 강력계 - 폭력계 - 과학수사계 - 광역수사대 - 마약수사대 - 사이버수사대 - 수사이의조사팀 - 금융범죄수사팀 |

## 소속 경찰서
| 경찰서/경찰대    | 관할 지역(행정)                                                         | 관할 지구대 및 파출소                                                                                                 |
| ---------------- | ----------------------------------------------------------------------- | --- |
| 인천중부경찰서   | 동구, 중구, 옹진군                                                      | 4개 지구대(하인천, 송림, 신흥, 공항), 11개 파출소(송현, 동인천, 서흥, 연안, 용유, 영흥, 북도, 덕적, 연평, 대청, 백령) |
| 인천미추홀경찰서 | 미추홀구                                                                | 6개 지구대(학동, 숭의, 도화, 주안역, 주안, 문학), 3개 파출소(용오, 석암, 주안2)                                       |
| 인천남동경찰서   | 남동구 일부(간석1~4동, 구월1~4동, 만수2·3·4·5동)                        | 4개 지구대(만수, 구월, 간석, 정각), 1개 파출소(간석4)                                                                 |
| 인천부평경찰서   | 부평구 일부(부평1~3동, 부평6동, 청천1·2동, 십정1·2동, 산곡1~4동)        | 4개 지구대(역전, 동암, 철마, 청천), 2개 파출소(부평2, 백운)                                                           |
| 인천서부경찰서   | 서구                                                                    | 6개 지구대(서곶, 불로, 청라, 석남, 가좌, 검단), 1개 파출소(가석)                                                      |
| 인천계양경찰서   | 계양구                                                                  | 3개 지구대(계산, 효성, 계양산), 2개 파출소(장기, 계산1)                                                               |
| 인천강화경찰서   | 강화군                                                                  | 13개 파출소(심도, 길상, 선원, 불은, 화도, 내가, 양도, 송해, 하점, 양사, 삼산, 교동, 서도)                             |
| 인천연수경찰서   | 연수구                                                                  | 3개 지구대(연수, 동춘, 송도국제도시), 1개 파출소(선학)                                                                |
| 인천삼산경찰서   | 부평구 일부(삼산1·2동, 갈산1·2동, 부평4·5동, 부개1~3동, 일신동, 구산동) | 3개 지구대(부흥, 갈산, 중앙), 2개 파출소(부개, 부개2)                                                                 |
| 인천논현경찰서   | 남동구 일부(만수 1·6동, 논현 1·2동, 고잔동, 남촌·도림동, 장수·서창동)   | 2개 지구대(논현, 만월), 2개 파출소(서창, 남동공단)                                                                    |

### 직할대
| - 인천국제공항경찰단 - 경찰특공대 | - 제1기동대 | - 제2기동대 | - 기동6중대 |

## 사진

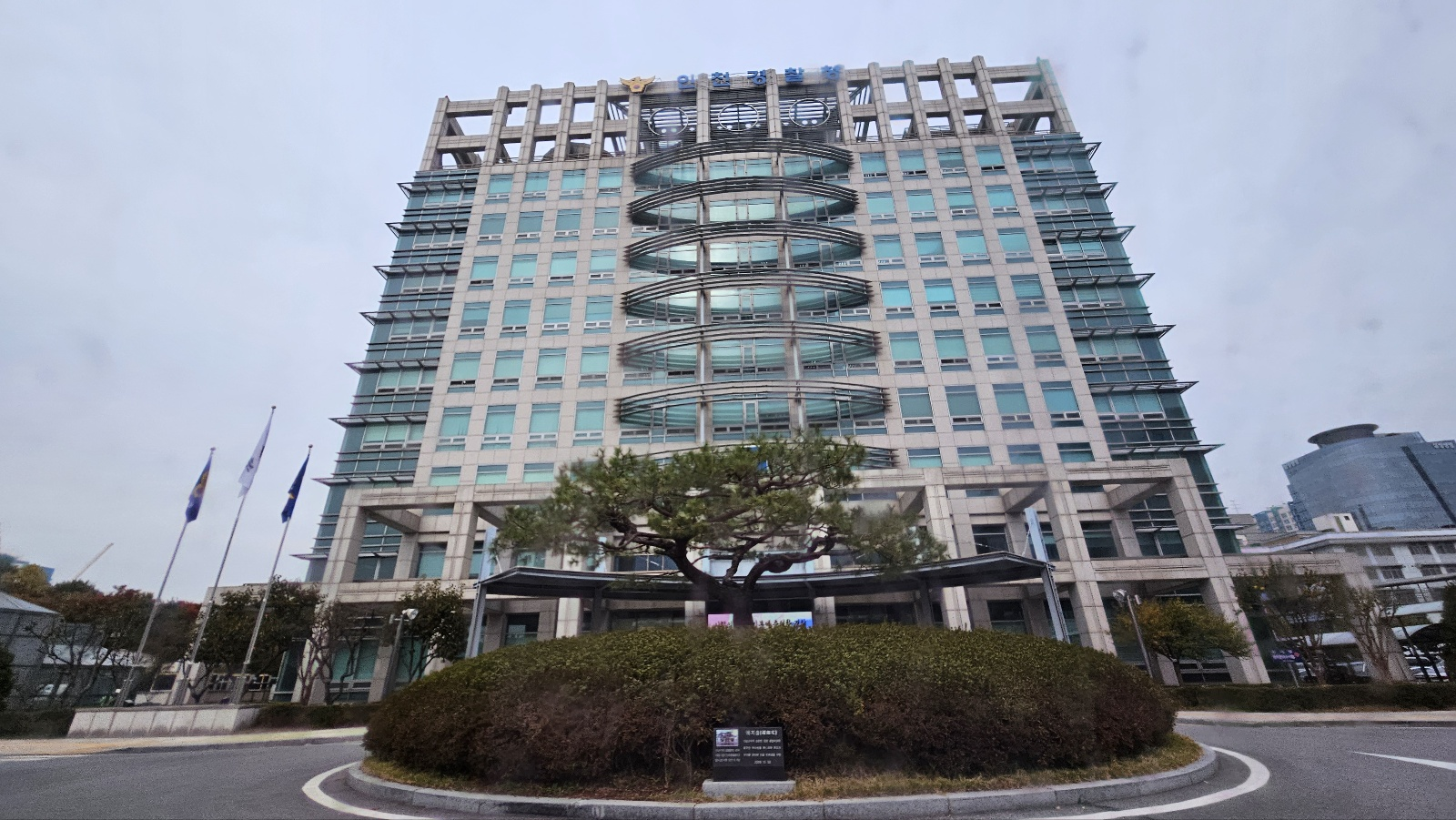
인천경찰청 본관 건물
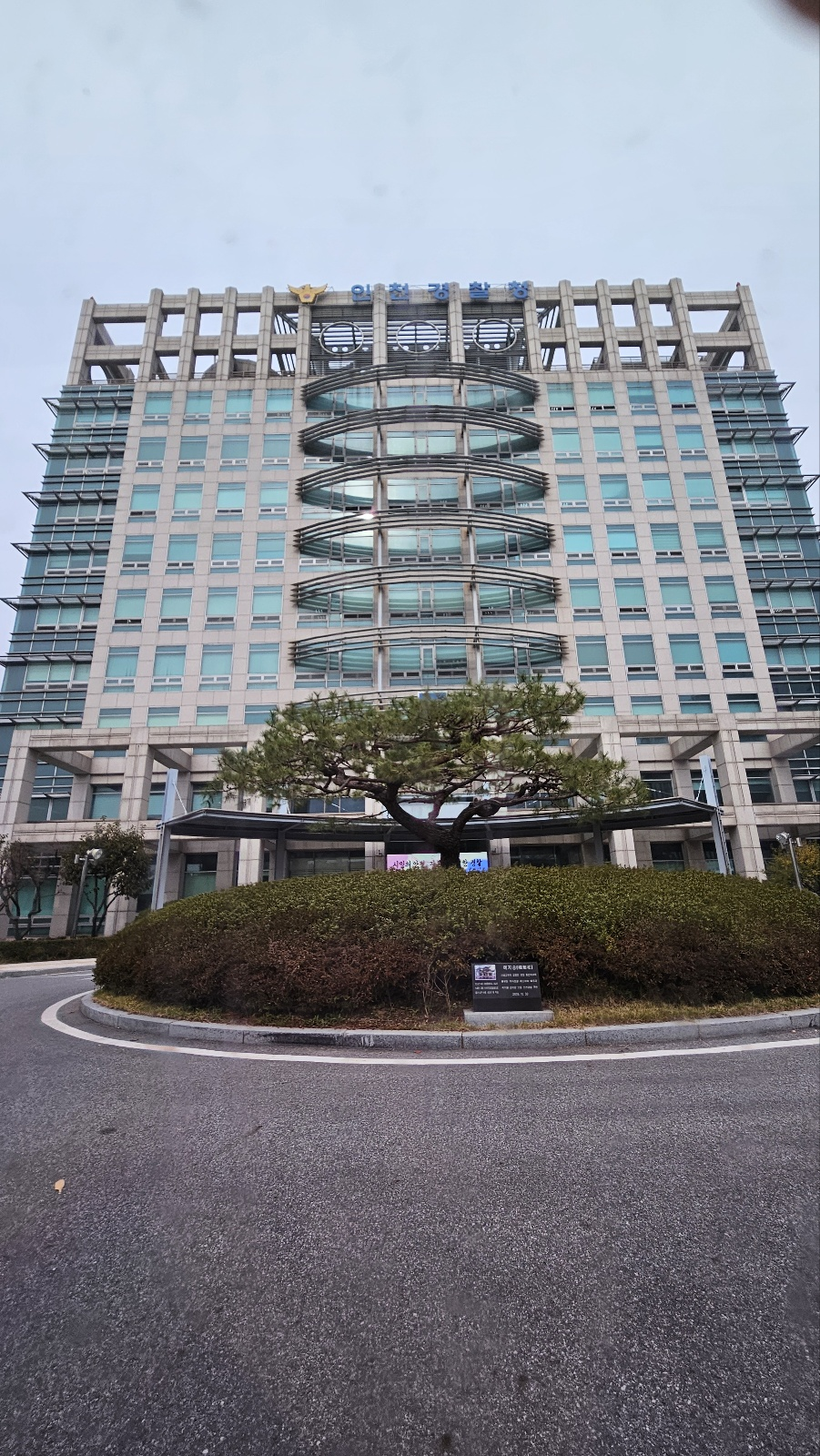
인천경찰청 건물
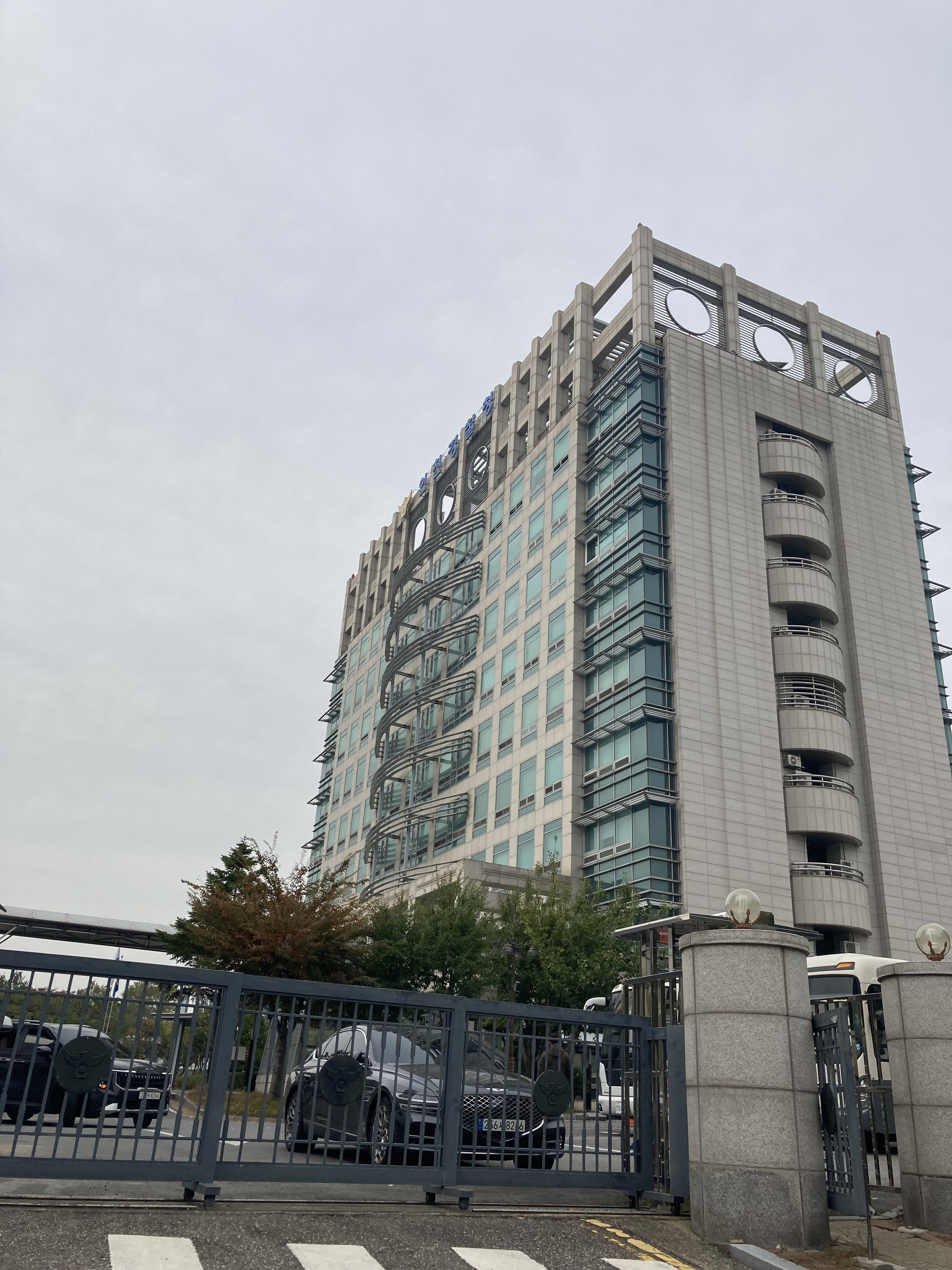
인천경찰청 (건물기준 좌편입구)
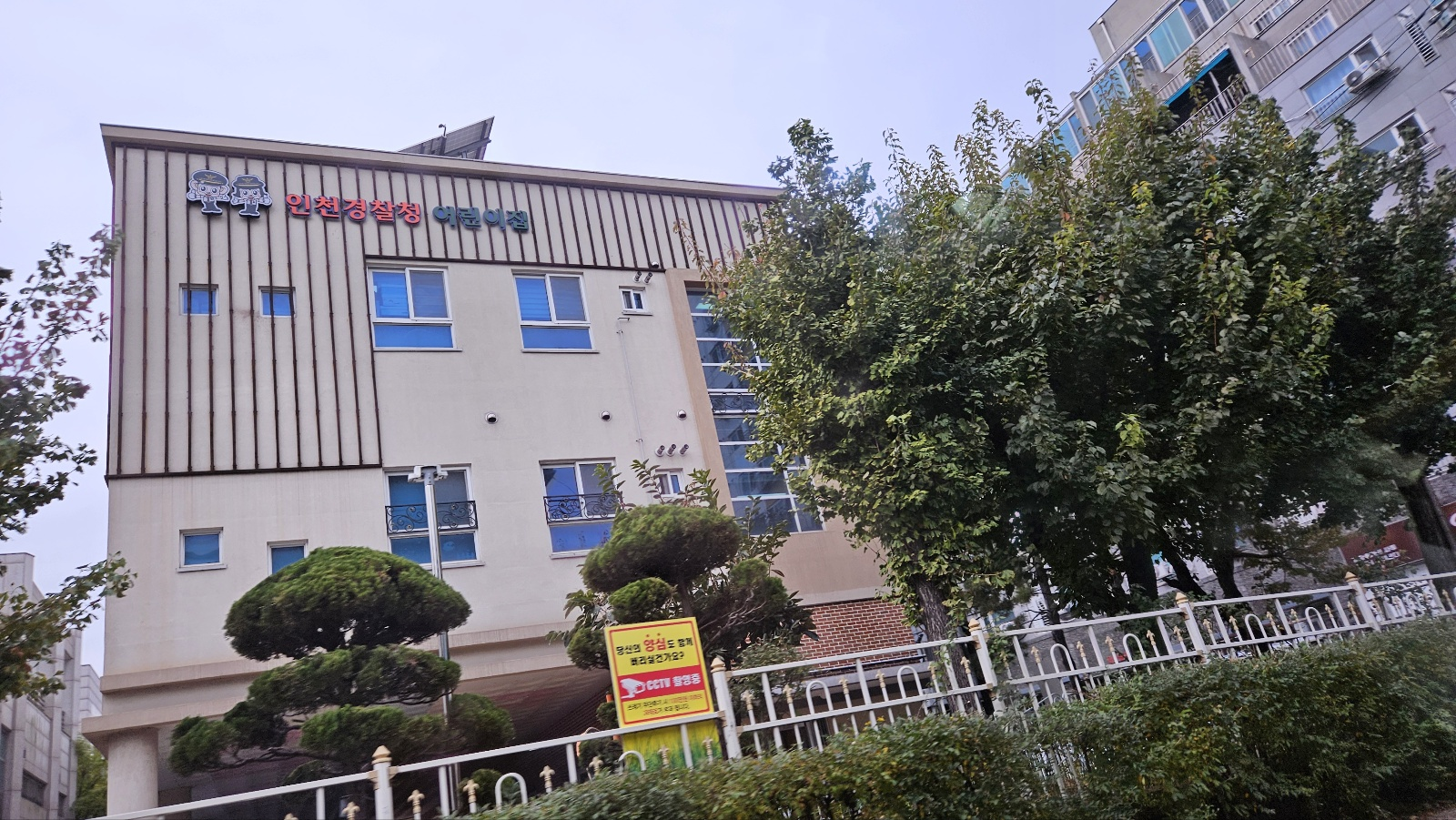
인천경찰청 어린이집